# Калоцибе фіалкова
Калоцибе фіалкова (Calocybe ionides) — вид грибів роду калоцибе (Calocybe). Гриб класифіковано у 1962 році.

## Будова
Шапка діаметром 3—5 см, спочатку опукла, потім розпростерта, з рівним або злегка зігнутим краєм, гладка, фіолетово-коричнева; м'якоть тонка, фіолетово-коричнева, з м'яким смаком і борошняних запахом. Пластинки вільні, тонкі, помірної частоти і ширини, біло-кремові або блідо-фіолетові. Ніжка 3—5 0,3—0,6 см, циліндрична, суцільна, одного кольору з шапкою, з волокнистим покриттям. Спори розміром 5—7 3—4 мкм, еліпсоїдальні, гладкі.

## Життєвий цикл
Плодові тіла розвиваються в серпні — вересні. Підстилковий сапротроф.

## Поширення та середовище існування
Голарктичний вид. Ареал охоплює Європу, Азію, Африку. Зростає в хвойних і змішаних лісах. Зустрічаються поодинокі екземпляри.

## Практичне використання
Неїстівний декоративний гриб.

## Природоохоронний статус
Включений до Червоної книги Білорусі. Чисельність виду вкрай мала.